# 1088 (číslo)
Tisíc osmdesát osm je přirozené číslo. Následuje po číslu tisíc osmdesát sedm a předchází číslu tisíc osmdesát devět. Římskými číslicemi se zapisuje MLXXXVIII a řeckými číslicemi ͵απηʹ.

## Matematika
1088 je:
- Abundantní číslo
- Složené číslo
- Šťastné číslo

## Astronomie
- (1088) Mitaka je planetka hlavního pásu, kterou objevil v roce 1927 Okuro Oikawa

## Roky
- 1088
- 1088 př. n. l.